# Coscinocera hercules

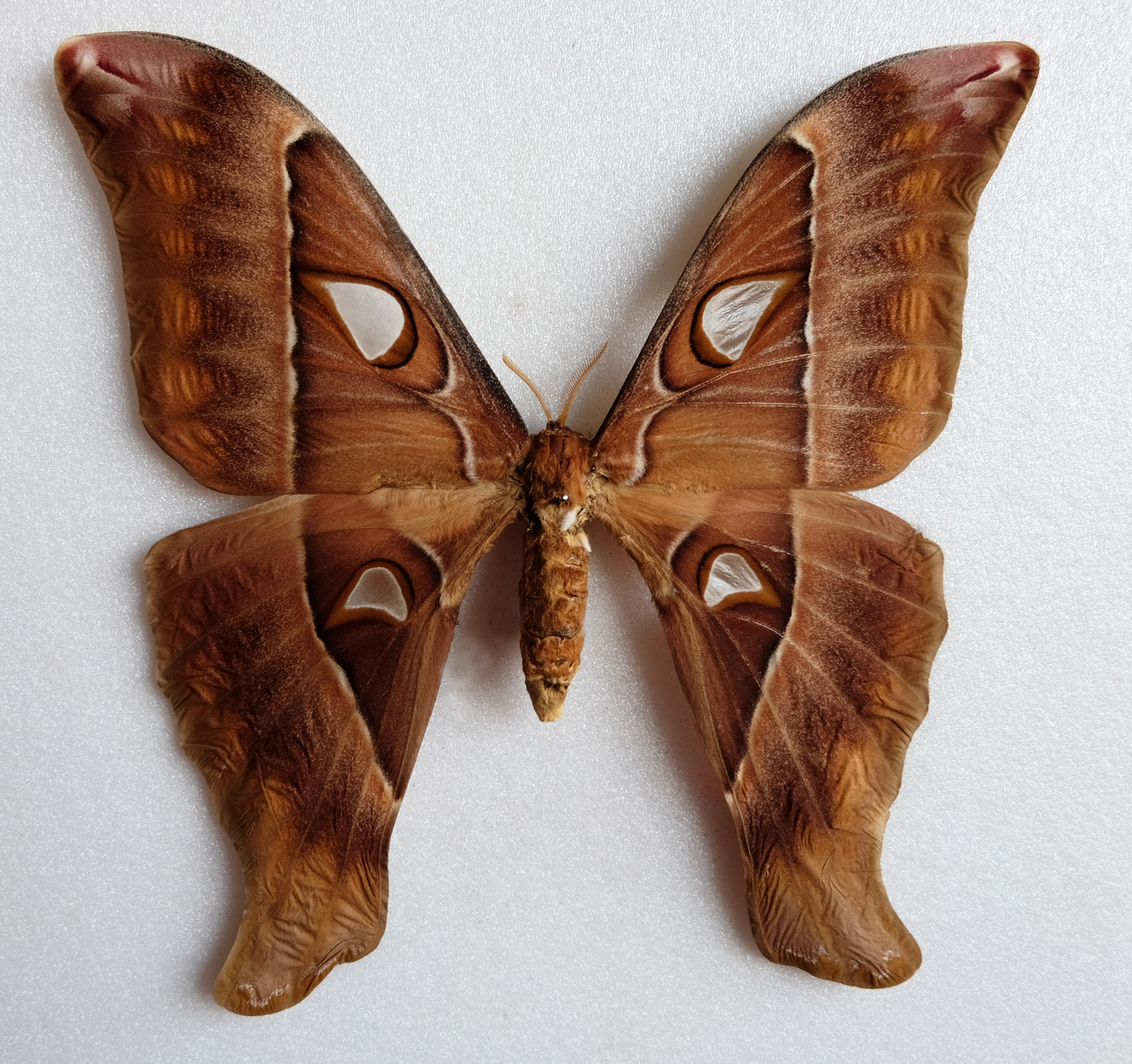
Weibchen (Präparat)

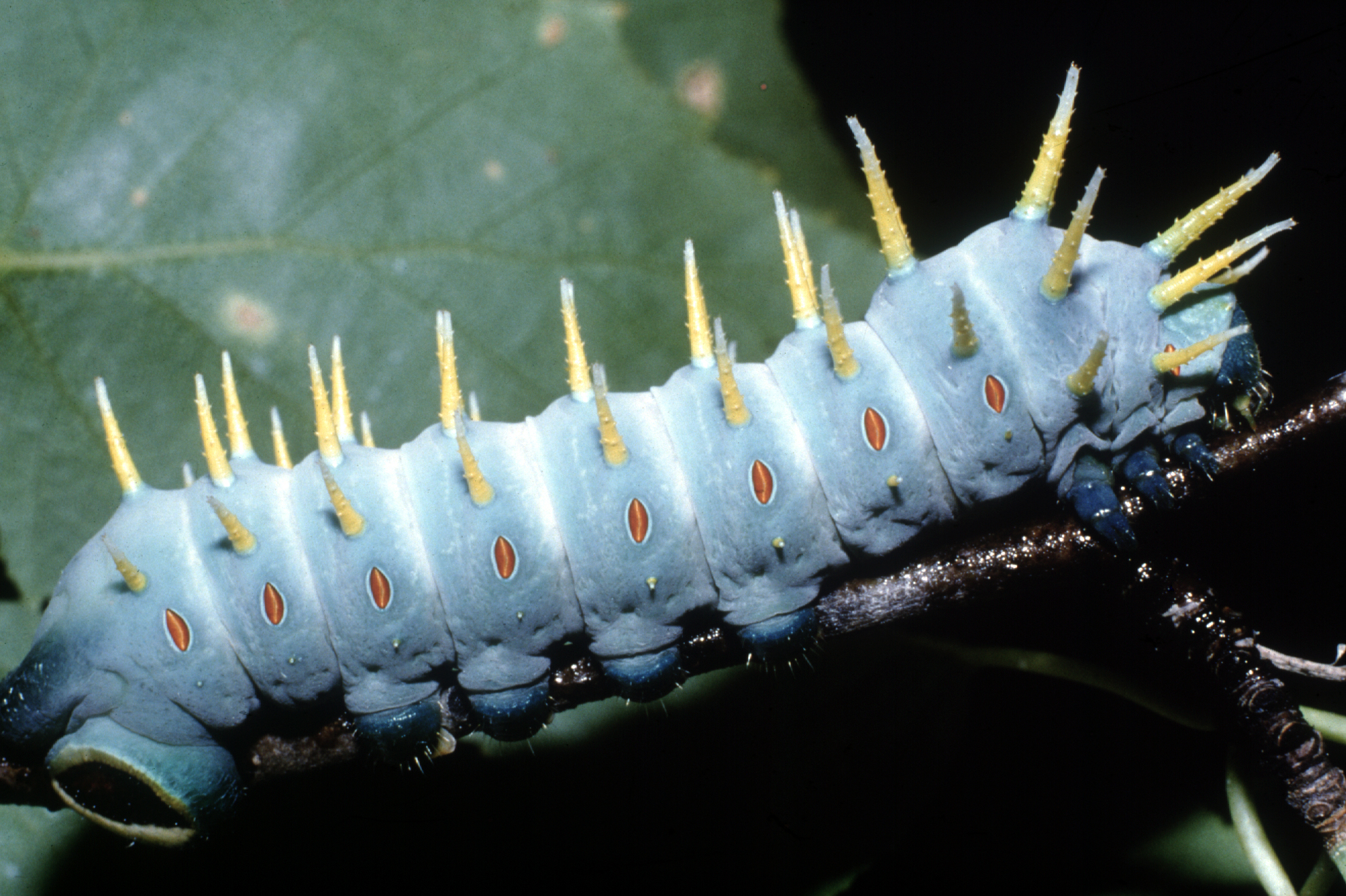
Ausgewachsene Raupe

Coscinocera hercules, zuweilen auch Herkulesspinner genannt, ist ein in Neuguinea und Australien vorkommender Schmetterling (Nachtfalter) aus der Familie der Pfauenspinner (Saturniidae). Das Artepithetons dieser sehr großen und eindrucksvollen Art  wurde nach Herkules, einer ebenfalls sehr stattlichen Gestalt aus der griechischen Mythologie gewählt.

## Beschreibung

### Falter
Die Falter erreichen eine Flügelspannweite von bis zu 200 Millimetern bei den Männchen und bis zu 270 Millimetern bei den Weibchen. Neben dem Atlasspinner (Attacus atlas) besitzen sie die größte Flügeloberfläche aller bekannten Schmetterlingsarten. Zwischen den Geschlechtern besteht ein deutlicher Sexualdimorphismus. Bei den Männchen ist die Form der Vorderflügel deutlich sichelartig. Die Grundfarbe der Oberseiten ist kastanienbraun, am Apex leicht aufgehellt. Die gelbliche, meist unterbrochene äußere Querlinie setzt sich auf den Hinterflügeln fort. Auf sämtlichen Flügeln heben sich spitze Diskalflecke ab. Die Hinterflügel sind mit langen schmalen Schwänzen versehen. Die Weibchen sind überwiegend hell rotbraun, graubraun oder gelbbraun gefärbt und zeigen große helle Diskalflecke. Die Vorderflügel sind nur schwach sichelartig geformt, die Hinterflügel besitzen kurze stumpf gerundete Schwänze. Die Unterseiten sämtlicher Flügel zeigen in leicht abgeschwächter Form ähnliche Zeichnungselemente wie die Oberseiten. Die Männchen haben sehr große und stark gekämmte Fühler. Damit nehmen sie die von den Weibchen emittierten Pheromone auf.

### Raupe
Junge Raupen sind weißlich gefärbt, schwarz quergestreift und auf allen Körpersegmenten mit stark verzweigten Dornen versehen. Ausgewachsene Raupen haben eine hellblaue Grundfarbe, auf jedem Körpersegment rötliche Tracheen sowie dünne gelbe Ausstülpungen (Scoli).

## Verbreitung und Vorkommen
Coscinocera hercules kommt in Papua-Neuguinea und Far North Queensland lokal vor. Die Art besiedelt bevorzugt tropische Laubwälder.

## Lebensweise
Die Falter sind in mehreren Generationen das gesamte Jahr hindurch anzutreffen. Sie nehmen keine Nahrung zu sich. Die Weibchen legen nach der Begattung die Eier in Gruppen auf den Blättern der Futterpflanze ab. Ein Weibchen kann bis zu 300 Eiern produzieren, aus denen nach 14 Tagen die Raupen schlüpfen. Sie durchlaufen sechs Häutungen, bevor sie ausgewachsen sind und dann eine Länge von 12 Zentimetern erreichen. Die Raupen ernähren sich von den Blättern verschiedener Laubbaum-Arten, dazu zählen: Dysoxylum muelleri,  Glochidion ferdinandi, Homalanthus nutans und Timonius singularis Zur Verpuppung spinnt sich die Raupe in einem Kokon aus Seide ein.